# Brelok

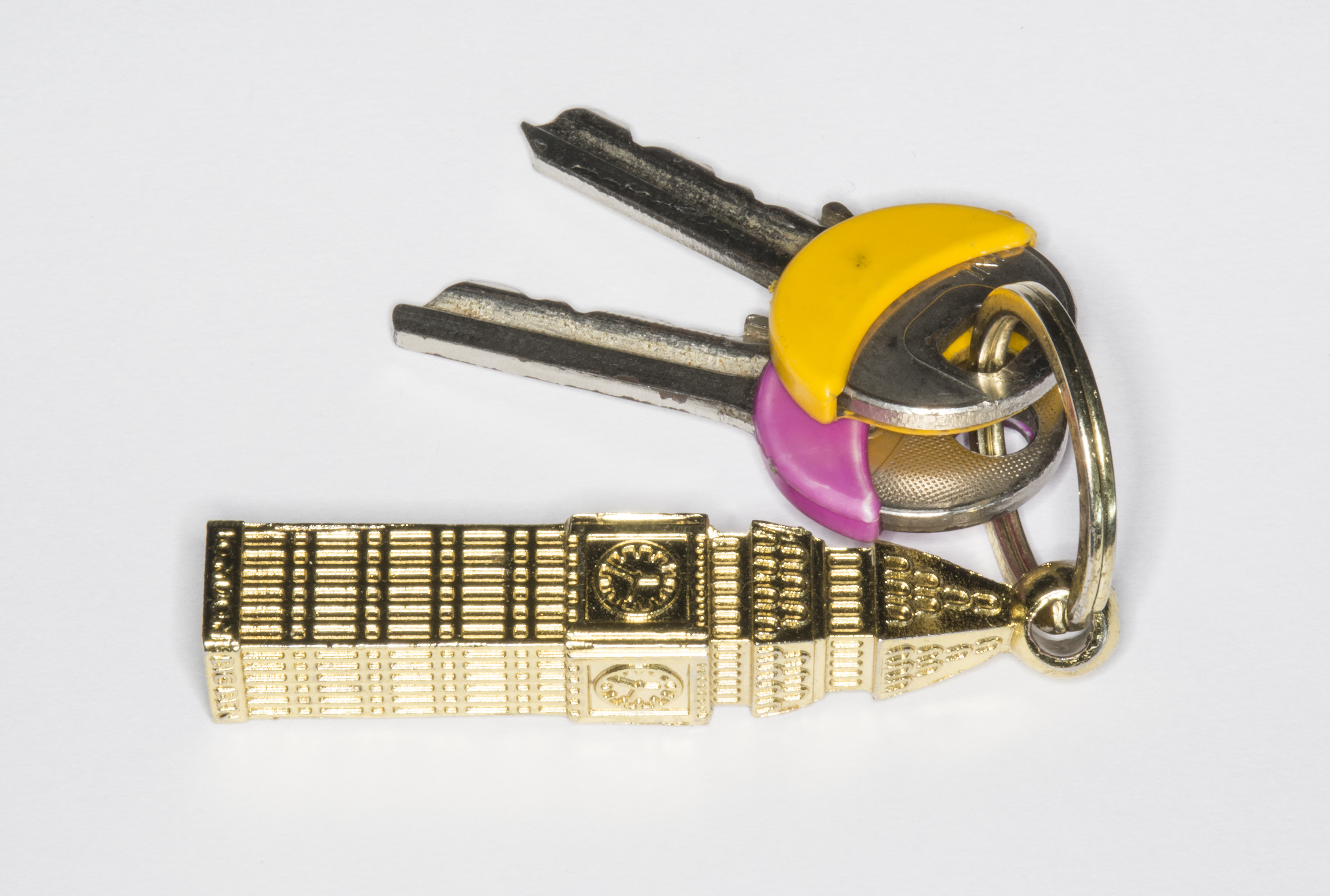
Brelok z kluczami

Brelok – często używana ozdoba doczepiana spinaczem lub łańcuszkiem do kluczy spiętych kółkiem lub karabińczykiem. Najczęściej wykonana z metalu, tworzywa sztucznego lub skóry.
Funkcja estetyczna wykorzystywana jest m.in. przez firmy, które często używają breloków jako gadżetów reklamowych. W takim przypadku brelok ozdobiony jest nazwą firmy, jej logo lub nawiązuje kształtem i kolorem do łatwo rozpoznawalnego produktu (np. felgi markowego samochodu czy butelki napoju) albo maskotki.
Brelok ma też znaczenie praktyczne, ponieważ zwiększa ciężar i objętość kluczy. W ten sposób utrudnia ich zgubienie. Na rynku dostępne są breloki wzbogacone o urządzenia elektroniczne, ułatwiające odnajdywanie kluczy (reagują sygnałem dźwiękowym na gwizd lub klaskanie).
Breloki mogą też pełnić dodatkowe funkcje, zwłaszcza jeśli są gadżetami reklamowymi. Mogą mieć postać np. otwieracza do butelek, schowka na żetony do wózków w supermarkecie, miniaturowego kalkulatora, scyzoryka albo latarki diodowej.
Konkurencję dla breloków stanowią ostatnio tzw. smycze, które – z racji możliwości zawieszenia na szyi – są bardziej eksponowane, a przez to atrakcyjniejsze jako gadżet reklamowy.
Osobną kategorię breloków do kluczy są przywieszki, których zadaniem jest informowanie o przeznaczeniu klucza (lokalizacji zamka, do którego klucz pasuje). Ma to szczególne znaczenie tam, gdzie używanych jest wiele kluczy, wyglądających podobnie, a zatem wszędzie tam, gdzie znajduje się wiele zamykanych na klucz drzwi do różnych pomieszczeń. Przywieszki te mają zazwyczaj wytłoczony lub wygrawerowany numer pokoju, do którego dany klucz pasuje. W najprostszej spotykanej formie są to metalowe lub plastikowe plakietki, na których można napisać flamastrem odpowiednie oznaczenie lub do których można umocować papierową nalepkę z takim oznaczeniem.